# Theodor-Heuss-Platz (metrostation)
Theodor-Heuss-Platz is een station van de metro van Berlijn, gelegen onder het gelijknamige plein in het Berlijnse stadsdeel Westend. Het metrostation werd geopend op 29 maart 1908 als voorlopig eindpunt van de lijn naar het Westend en droeg aanvankelijk de naam Reichskanzlerplatz. Tegenwoordig wordt station Theodor-Heuss-Platz bediend door metrolijn U2.

## Geschiedenis
Aan het begin van de 20e eeuw ontstond ten westen van de toen nog zelfstandige stad Charlottenburg het nieuwbouwgebied Westend. Om het nieuwe stadsdeel een impuls te geven stelden de grondeigenaren voor een metrolijn naar Westend te bouwen. Deze lijn zou in het station Bismarckstraße (nu Deutsche Oper) moeten aftakken van de nog in aanbouw zijnde verlenging Knie - Wilhelmplatz. Bismarckstraße werd hiertoe als splitsingsstation met vier sporen uitgevoerd. Nadat op 14 mei 1906 de lijn naar Wilhelmplatz in gebruik kwam, spraken de Hochbahngesellschaft, het Charlottenburgse stadsbestuur en de overige grondeigenaren op 23 juni 1906 in een contract af het te verwachten verlies op de Westendlijn te delen. Het westen van Charlottenburg was immers nog grotendeels onbebouwd, waardoor rentabiliteit de eerste jaren niet te verwachten was. Na een bouwtijd van twee jaar reed op 29 maart 1908 de eerste trein in reguliere dienst van station Bismarckstraße naar Sophie-Charlotte-Platz, Kaiserdamm en het nieuwe eindpunt Reichskanzlerplatz. Op 8 juni 1913 kwam nog eens 1,5 kilometer spoor naar het westen gereed, om het Deutsches Stadion en de nieuwe hoofdwerkplaats Grunewald te bereiken.

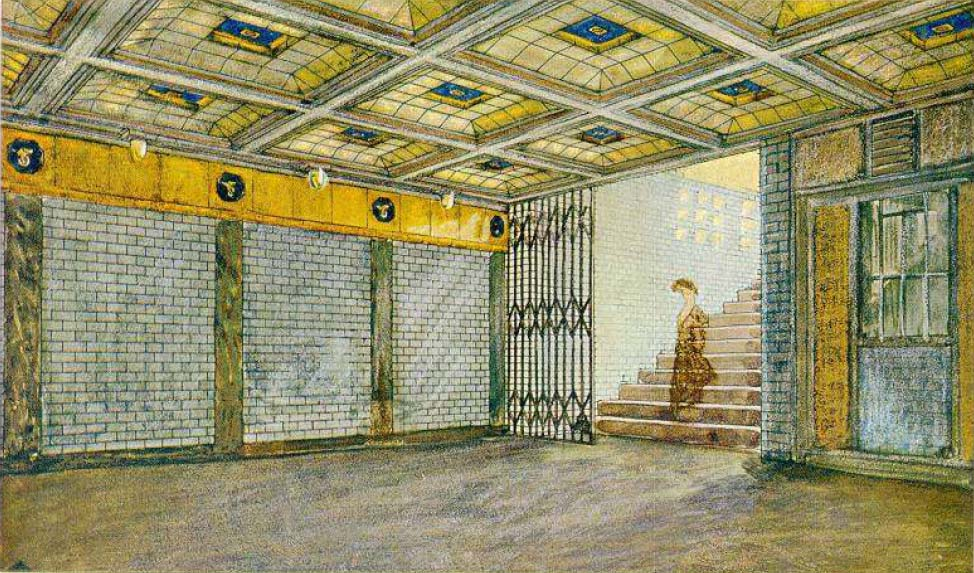
De noordelijke toegangshal in 1908

Het ontwerp van station Reichskanzlerplatz en de andere metrostations aan de lijn nam de huisarchitect van de Hochbahngesellschaft, Alfred Grenander, voor zijn rekening. Zoals toen nog gebruikelijk werd het station uitgerust met twee vlak onder het straatniveau gelegen zijperrons uitgerust. Deze perrons zijn ondergronds niet met elkaar verbonden en hebben elk een toegang aan de noordzijde van het plein. Bovengronds werden de toegangen versierd met portalen, die nog altijd in hun oorspronkelijk staat behouden zijn. Het gedecoreerde plafond van de noordelijke toegangshal heeft de tand des tijds eveneens doorstaan. Het metrostation geniet dan ook monumentenbescherming.
Na de machtsovername door de NSDAP werd metrostation Reichskanzlerplatz net als het bovenliggende plein op 24 april 1933 vernoemd naar Adolf Hitler en kreeg het de naam Adolf-Hitler-Platz. Vier jaar later overwoog men het plein om te dopen tot Mussoliniplatz. In het kader van Albert Speers Germania-plannen wilde men het metronet van de rijkshoofdstad flink uitbreiden. Er was onder andere een metrolijn naar Pichelsdorf en Gatow voorzien, die bij de Adolf-Hitler-Platz van de bestaande lijn zou aftakken. Hiertoe zou aan de zuidzijde van het plein een geheel nieuw metrostation met vier sporen gebouwd worden. In 1939 begonnen de werkzaamheden, maar ver zou men niet komen. Toen de bouw rond 1941 werd stilgelegd was alleen een deel van de tunnelsplitsing aan de westzijde van het plein in ruwbouw gereedgekomen. In de jaren 1950 werden de reeds geslagen damwanden verwijderd en hergebruikt bij de aanleg van het noordelijke deel van de U6.
De Tweede Wereldoorlog doorstond het metrostation ongeschonden. De Westendlijn behoorde tot de minst getroffen trajecten van het Berlijnse metronet, maar desondanks werd het metroverkeer op 25 april 1945 in de gehele stad stilgelegd. Na het einde van de oorlog kwam het traject Ruhleben - Kaiserdamm als een van de eerste weer in bedrijf: de eerste pendeltreinen reden er op 17 mei 1945. Op 15 september 1946 was het doorgaande verkeer op de hele lijn A (de huidige U2) weer hersteld. Station Reichskanzlerplatz had ondertussen zijn oude naam teruggekregen.
Zes dagen na de dood van de eerste Duitse bondspresident, Theodor Heuss, ondergingen plein en metrostation opnieuw een naamswijziging: vanaf 18 december 1963 heten ze Theodor-Heuss-Platz. In 1987 onderging het station ter gelegenheid van het 750-jarige jubileum van de Duitse hoofdstad een modernisering. De oorspronkelijke fleurige betegeling werd hierbij vervangen door een wandbekleding met lichtgrijze tegels.

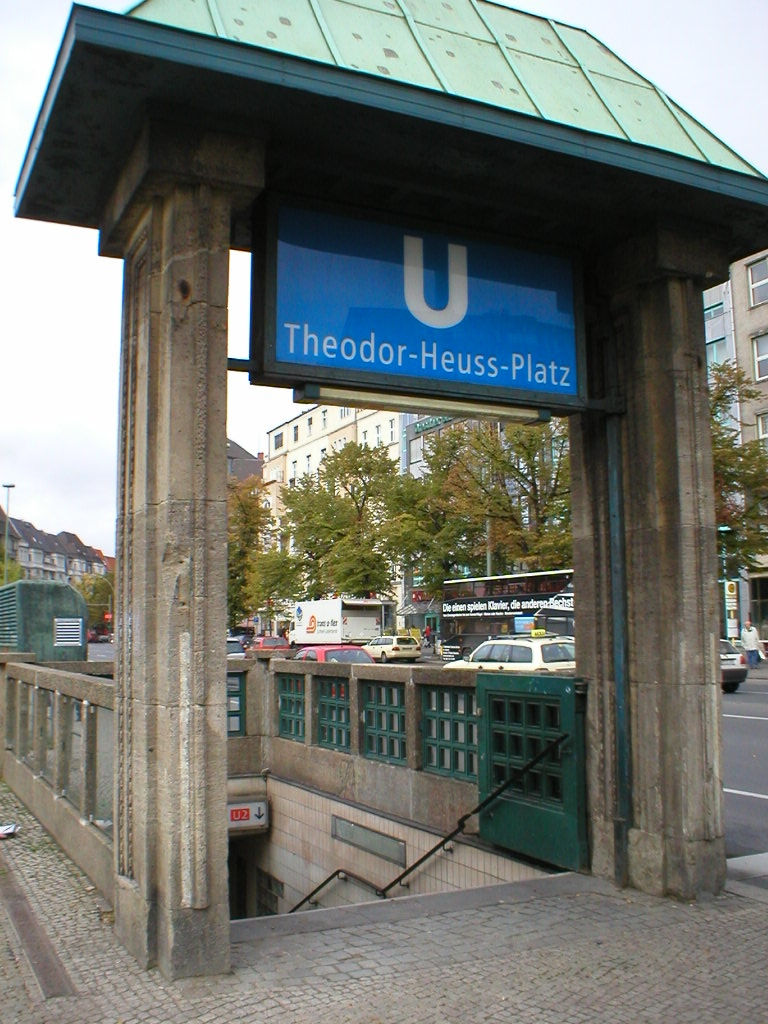
Portaal boven een van de toegangen op het plein

Na een brand in station Deutsche Oper in 2000 werd besloten alle metrostations in Berlijn van een tweede uitgang te voorzien, als die er nog niet was. In mei 2006 kreeg het perron richting Ruhleben een tweede uitgang aan de westzijde, het perron richting Pankow volgde op 27 juli 2007. Beide nieuwe toegangen werden naast trappen uitgerust met een lift.

## Toekomst
Al sinds de opening van de korte metrotak naar de Uhlandstraße is een westelijke verlenging van deze lijn voorzien via de Kurfürstendamm en station Adenauerplatz naar de Theodor-Heuss-Platz. Deze verlenging is gedacht als onderdeel van de nieuwe lijn U10, die in het oosten Weißensee moet bereiken, via een aftakking bij de Wittenbergplatz. Hoewel er op het nabij de Theodor-Heuss-Platz gelegen beursterrein al enige voorbereidingen voor deze lijn zijn getroffen, is het project niet meer terug te vinden in de officiële planning. Grootschalige uitbreidingen van het Berlijnse metronet zijn vanwege de slechte financiële situatie van de Duitse hoofdstad überhaupt slechts op zeer lange termijn te verwachten.